# A.N.T. Farm
A.N.T. Farm er en amerikansk sitcom på Disney Channel som havde premiere den 6. maj som en særlig preview og blev sendt regelmæssigt den 17. juni 2011. Pilot-episoden, "TransplANTed" blev sendt efter at tv-serien The Suite Life on Deck sluttede. Serien blev skabt af Dan Signer, en tidligere forfatter og producer ved tv-serien The Suite Life on Deck samt skaberen af Disney XD-serien Mr. Young.
Serien blev vist første gang i Danmark den 21. oktober 2011 på Disney Channel.

## Handling
Serien handler om den 11-årige Chyna Parks og hendes to venner, Olive og Fletcher, der går i High School. De er alle tre en del af A.N.T. Farm hvor kun meget talentfulde (eller naturtalenter) går. A.N.T. står for Accelereret Naturtalent. Hendes ven Fletcher er en pragtfuld kunstner og Olive husker alt. En af medlemmerne i A.N.T, Angus, er et computergeni og en god hacker.

## Karakterer

### Hovedpersoner
- China Anne McClain som Chyna Parks
- Sierra McCormick som Olive Doyle
- Jake Short som Fletcher Pumpernickel Quimby
- Stefanie Scott som Lexi Redd
- Carlon Jeffery som Cameron Parks
- Aedin Mincks som Angus Chestnut

### Tilbagevendende personer
- Allie DeBerry som Paisley Houndstooth
- Zach Steel som Gibson
- Mindy Sterling som Rektor Skidmore (engelsk: Susan Skidmore)
- Finesse Mitchell som Darryl Parks
- Christian Campos som Ulven Wacky
- Elise Neal som Roxanne Parks
- Claire Engler som Violet
- Dominic Burgess som Zoltan Grundy
- Piper Curda som Kennedy Van Buren/Kumiko Hashimoto
- Tom Choi som Hr. Hashimoto

### Gæstestjerner
- Zendaya som Sequoia
- Vanessa Morgan som Vanessa/Jeanne
- Billy Unger som Neville
- Chris Rock som ham selv

## Soundtrack
- A.N.T. Farm Soundtrack (2012)